# Élections législatives de 1986 dans les Pyrénées-Orientales
Les élections législatives françaises de 1986 ont lieu le 16 mars 1986. Dans le département des Pyrénées-Orientales, quatre députés sont à élire dans le cadre d'un scrutin proportionnel par liste départementale à un seul tour.

## Élus
| Député élu     |  | Parti    |
| -------------- |  | -------- |
| Claude Barate  |  | RPR      |
| Jacques Farran |  | UDF (PR) |
| Renée Soum     |  | PS       |
| Pierre Sergent |  | FN       |

## Listes en présence

### Mouvement pour un parti des travailleurs
| N° | Candidats          | Parti | Parti | Principales fonctions      |
| -- | ------------------ | ----- | ----- | -------------------------- |
| 01 | André Bonet        |       | MPPT  | Directeur d'école publique |
| 02 | Jean Tichadou      |       | MPPT  | Agent des PTT              |
| 03 | Michel Hennequière |       | MPPT  | Artisan plâtrier           |
| 04 | Madeleine Roca     |       | MPPT  | Professeure de lycée       |
|    |                    |       |       |                            |
| 05 | Josette Durand     |       | MPPT  | Mère de famille            |
| 06 | Antoine Exposito   |       | MPPT  | Maçon                      |

### Parti communiste français
| N° | Candidats        | Parti | Parti | Principales fonctions                                                 |
| -- | ---------------- | ----- | ----- | --------------------------------------------------------------------- |
| 01 | André Tourné     |       | PCF   | Député sortant et conseiller régional, jardinier-viticulteur          |
| 02 | Jean Vila        |       | PCF   | Maire de Cabestany, directeur d'agence de publicité                   |
| 03 | Colette Tignères |       | PCF   | Directrice d'école maternelle, conseillère municipale de Perpignan    |
| 04 | Alain Nunez      |       | PCF   | Conseiller général du Canton d'Olette et maire d'Olette, employé SNCF |
|    |                  |       |       |                                                                       |
| 05 | Henri Pujol      |       | PCF   | Maire de Corbère-les-Cabanes, ouvrier de chai                         |
| 06 | Simone Parrot    |       | PCF   | Ancienne conseillère générale et maire d'Alénya, institutrice         |

### Parti socialiste
| N° | Candidats        | Parti | Parti | Principales fonctions                                                                                  |
| -- | ---------------- | ----- | ----- | --- |
| 01 | Renée Soum       |       | PS    | Députée sortante, professeure, conseillère municipale de Perpignan                                     |
| 02 | Pierre Estève    |       | PS    | Conseiller général du Canton de Saint-Paul-de-Fenouillet et maire de Saint-Paul-de-Fenouillet, notaire |
| 03 | François Beffara |       | PS    | Maire de Millas, retraité                                                                              |
| 04 | Henri Vuillemin  |       | PS    | Conseiller municipal de Perpignan, médecin                                                             |
|    |                  |       |       | |
| 05 | Daniel Gineste   |       | PS    | Conseiller général du Canton de Perpignan-8 et conseiller municipal de Perpignan, professeur           |
| 06 | Michel Jomain    |       | PS    | Directeur de cave coopérative à Banyuls                                                                |

### Divers gauche (PS diss.)
| N° | Candidats       | Parti | Parti          | Principales fonctions                       |
| -- | --------------- | ----- | -------------- | ------------------------------------------- |
| 01 | Claude Gendre   |       | DVG (PS diss.) | Ingénieur EDF-GDF                           |
| 02 | Paulette Dumons |       | DVG (PS diss.) | Principale adjointe de collège              |
| 03 | Robert Carrère  |       | DVG (PS diss.) | Employé SNCF                                |
| 04 | Jean-Louis Prat |       | DVG (PS diss.) | Professeur                                  |
|    |                 |       |                |                                             |
| 05 | Irène Noël      |       | DVG (PS diss.) | Conseillère pédagogique Education nationale |
| 06 | Jeanine Sanso   |       | DVG (PS diss.) |                                             |

### Opposition (RPR-UDF-CNI)
| N° | Candidats           | Parti | Parti  | Principales fonctions                                                                                       |
| -- | ------------------- | ----- | ------ | --- |
| 01 | Claude Barate       |       | RPR    | Conseiller général du Canton de Perpignan-7 et premier adjoint au maire de Perpignan, maitre de conférences |
| 02 | Jacques Farran      |       | UDF-PR | Conseiller général du Canton de Perpignan-2 et vice-président du conseil général, directeur de société      |
| 03 | Michel Berdaguer    |       | UDF    | Conseiller général du Canton de Perpignan-3 et conseiller municipal de Perpignan, chargé de mission         |
| 04 | André Bascou        |       | RPR    | Maire de Rivesaltes, ingénieur conseil                                                                      |
|    |                     |       |        | |
| 05 | Michel Ridray       |       | RPR    | Conseiller municipal de Céret, professeur                                                                   |
| 06 | Jean-Pierre Raynaud |       | UDF    | Conseiller juridique                                                                                        |

### Divers droite
| N° | Candidats     | Parti | Parti | Principales fonctions |
| -- | ------------- | ----- | ----- | --------------------- |
| 01 | Gérard Amiel  |       | DVD   | Directeur de société  |
| 02 | Marc Espi     |       | DVD   | Commerçant            |
| 03 | Daniel Dediès |       | DVD   | Expert comptable      |
| 04 | Sophie Fisse  |       | DVD   |                       |
|    |               |       |       |                       |
| 05 | Yves Mathan   |       | DVD   | Educateur spécialisé  |
| 06 | Marcel Zidani |       | DVD   | Cadre commercial      |

### Front national
| N° | Candidats          | Parti | Parti | Principales fonctions           |
| -- | ------------------ | ----- | ----- | ------------------------------- |
| 01 | Pierre Sergent     |       | FN    | Écrivain, ancien militaire      |
| 02 | Alain Gilabert     |       | FN    | Cadre de banque                 |
| 03 | Mourad Kaouah      |       | FN    | Retraité, ancien député d'Alger |
| 04 | Agnès de Cacqueray |       | FN    |                                 |
|    |                    |       |       |                                 |
| 05 | Jean Brunet        |       | FN    | Gérant de société               |
| 06 | Francis Mouche     |       | FN    | Chef du personnel               |

## Résultats

### Résultats à l'échelle du département
| Liste Parti politique | Liste Parti politique | Tête de liste  | Tour unique | Tour unique | Sièges |
| Liste Parti politique | Liste Parti politique | Tête de liste  | Voix        | %           | Sièges |
| --------------------- | --- | -------------- | ----------- | ----------- | ------ |
|                       | Liste d'union de l'opposition nationale RPR et UDF Rassemblement pour la République (UDF)                                       | Claude Barate  | 63 393      | 33,96       | 2      |
|                       | Pour une majorité de progrès avec le président de la République Parti socialiste                                                | Renée Soum     | 48 261      | 25,86       | 1      |
|                       | Liste de Rassemblement national présentée par le Front national Front national                                                  | Pierre Sergent | 35 617      | 19,08       | 1      |
|                       | Liste présentée par le Parti communiste français Parti communiste français                                                      | André Tourné   | 29 692      | 15,91       | 0      |
|                       | Liste du Parti socialiste catalan Divers gauche (diss. PS)                                                                      | Claude Gendre  | 4 914       | 2,63        | 0      |
|                       | Réussir le Roussillon Divers droite                                                                                             | Gérard Amiel   | 3 729       | 2,00        | 0      |
|                       | Liste du Mouvement pour un parti des travailleurs Pyrénées-Orientales Extrême gauche (Mouvement pour un parti des travailleurs) | André Bonet    | 1 042       | 0,56        | 0      |
|                       | |                |             |             |        |
| Inscrits              | Inscrits | Inscrits       | 246 407     | 100,00      | 4      |
| Abstentions           | Abstentions | Abstentions    | 51 262      | 20,80       |        |
| Votants               | Votants | Votants        | 195 145     | 79,20       |        |
| Blancs et nuls        | Blancs et nuls | Blancs et nuls | 8 497       | 4,35        |        |
| Exprimés              | Exprimés | Exprimés       | 186 648     | 95,65       |        |